# 花溪站 (江原道)
花溪站（朝鲜语：화계역；）曾为朝鲜半岛铁路金刚山线上的一个车站，位于江原道昌道郡，已于1944年废止。

## 历史
- 1929年9月25日：开始使用。
- 1944年10月1日：停用本站。